# 둥바난역
둥바난역(중국어: 东坝南站)(공사명 핑팡춘역(중국어: 平房村站))은 중국 베이징시 차오양구 핑팡 지구와 둥바 지구 경계의 차오신 대가·둥바 중로 교차로 북측에 위치한 베이징 지하철 3호선의 지하철역이다. 2024년 12월 15일에 3호선 1단계 구간이 개통하였다.

## 역 구조

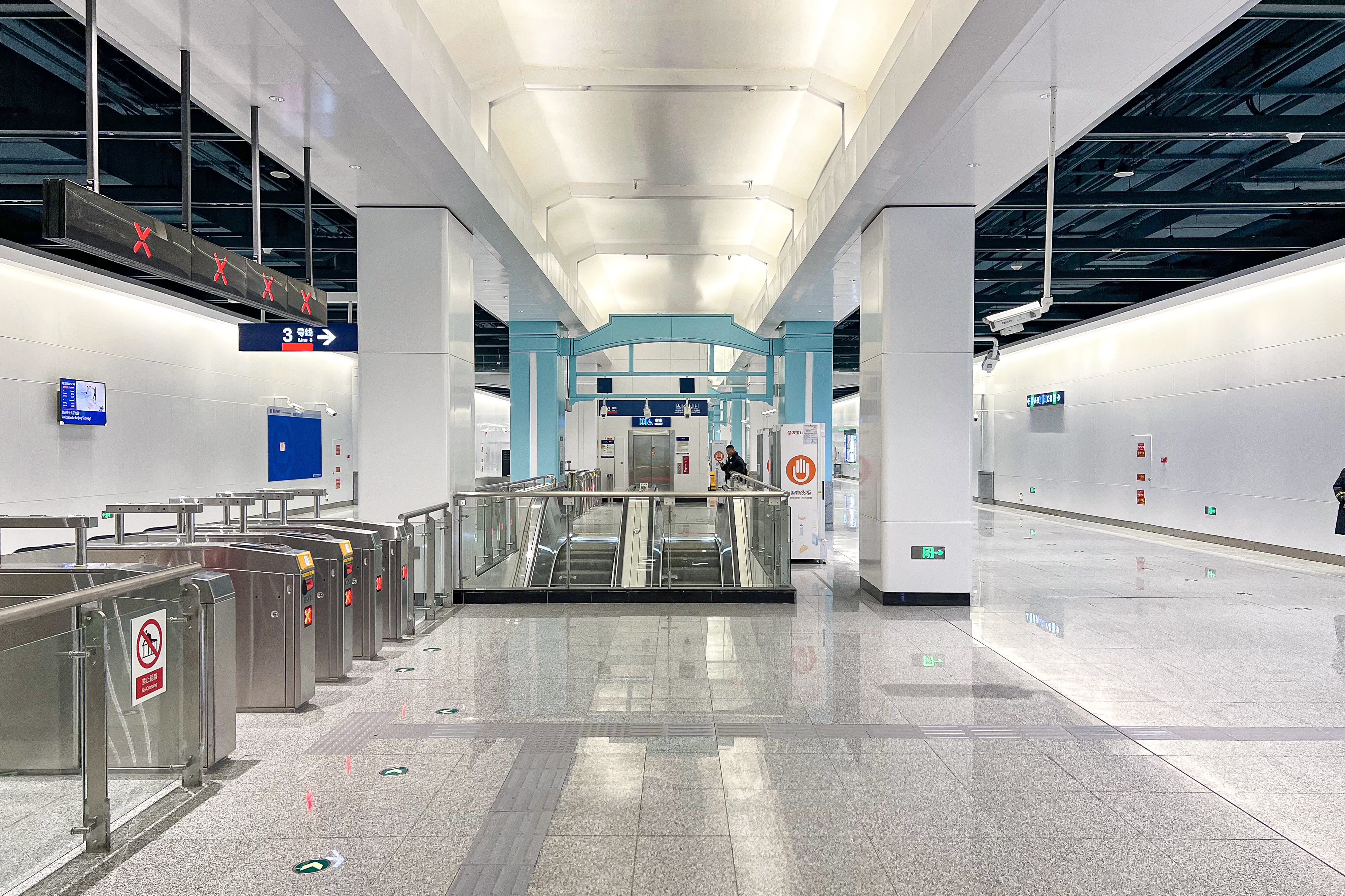
대합실

본 역은 지하 2층, 2열, 3경간의 1면 2선 섬식 승강장 구조로 설계된 역이다.

### 층별 구조
| 지면층   |                                 | A-D출입구                                  |
| 지하 1층 | 대합실                          | 티켓 서비스, 자동 티켓 판매기, 출입 게이트 |
| 지하 2층 | ←                               | ■ 3호선 둥쓰스탸오 방면 (야오자위안)       |
| 지하 2층 | 섬식 승강장, 왼쪽 출입문이 열림 |                                            |
| 지하 2층 | →                               | ■ 3호선 둥바베이 방면 (둥바)               |

## 출입구
본 역에는 총 6개의 출입구가 있으며, 그 중 C1출입구는 BBMG몰 지하 2층과 연결되어 있다.
|                         |                       |                                                            |      |             |
| 출구                    | 지시                  | 출구 인근                                                  | 사진 | 무장애 시설 |
| 出口 · A                | 둥바 중로(东坝中路)   |                                                            |      | 빈칸        |
| 出口 · B                | 둥바 중로(东坝中路)   | 수도의과대학 싼보뇌과병원(首都医科大学三博脑科医院) 신청사 |      |             |
| 出口 · C · 1            | 둥바 중로(东坝中路)   | BBMG몰                                                     |      | 빈칸        |
| 出口 · C · 2            | 차오신 대가(朝新大街) |                                                            |      | 빈칸        |
| 出口 · C · 3            | 둥바 중로(东坝中路)   |                                                            |      |             |
| 出口 · D                | 둥바 중로(东坝中路)   |                                                            |      |             |
| 아이콘 설명: 엘리베이터 |                       |                                                            |      |             |